# 28672 Karolhiggins
28672 Karolhiggins è un asteroide della fascia principale. Scoperto nel 2000, presenta un'orbita caratterizzata da un semiasse maggiore pari a 2,3177374 UA e da un'eccentricità di 0,0867520, inclinata di 5,71907° rispetto all'eclittica.